# Antaresia childreni
Antaresia childreni (лат.) — вид змей из семейства ложноногих, обитающий в Австралии. Назван в честь британского зоолога Джона Чилдрена.

## Описание
Общая длина достигает 1—1,12 м. Крайне редко 1,5 м. Голова узкая, туловище тонкое. Кончик морды покрыт чешуёй, на верхних и нижних губных щитках есть термолокационные ямки. Окраска спины светло-коричневая, постепенно переходящая в белый цвет на брюхе. Молодые питоны имеют тёмно-коричневые пятна на спине и по бокам.

## Образ жизни
Предпочитает долины, холмы. Активна ночью. Питается лягушками, ящерицами, грызунами, летучими мышами.
Продолжительность жизни до 30 лет.

## Размножение
Это яйцекладущая змея. Самка в сентябре-октябре откладывает от 7 до 25 яиц, высиживает их, свернувшись кольцами вокруг кладки.

## Распространение
Является эндемиком Австралии. Обитает в Квинсленде, Западной Австралии и на Северной Территории.

## Галерея

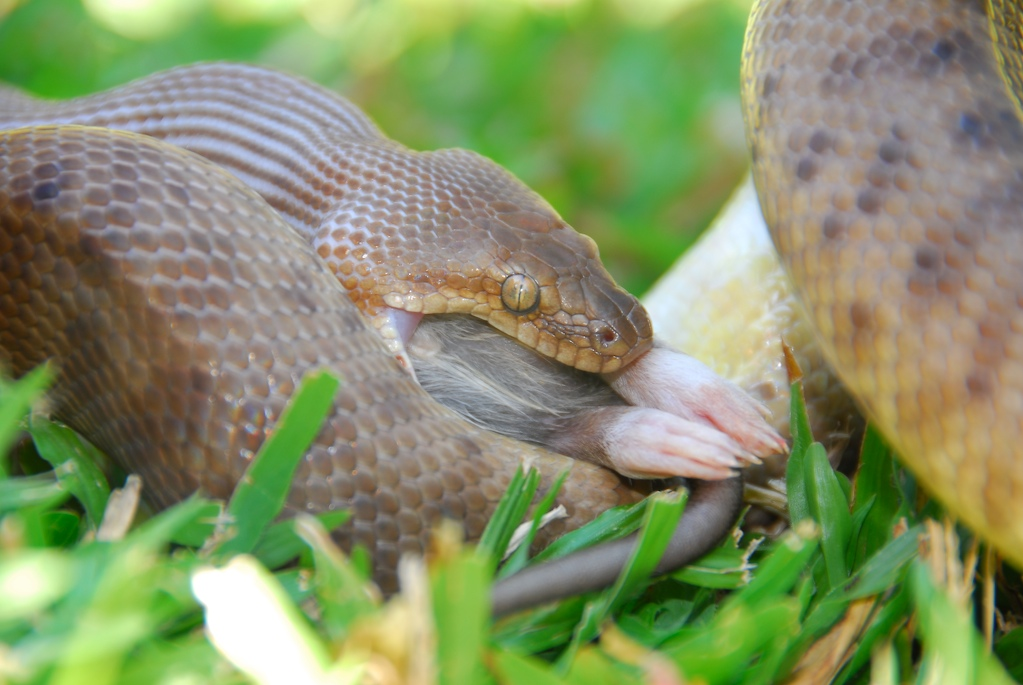
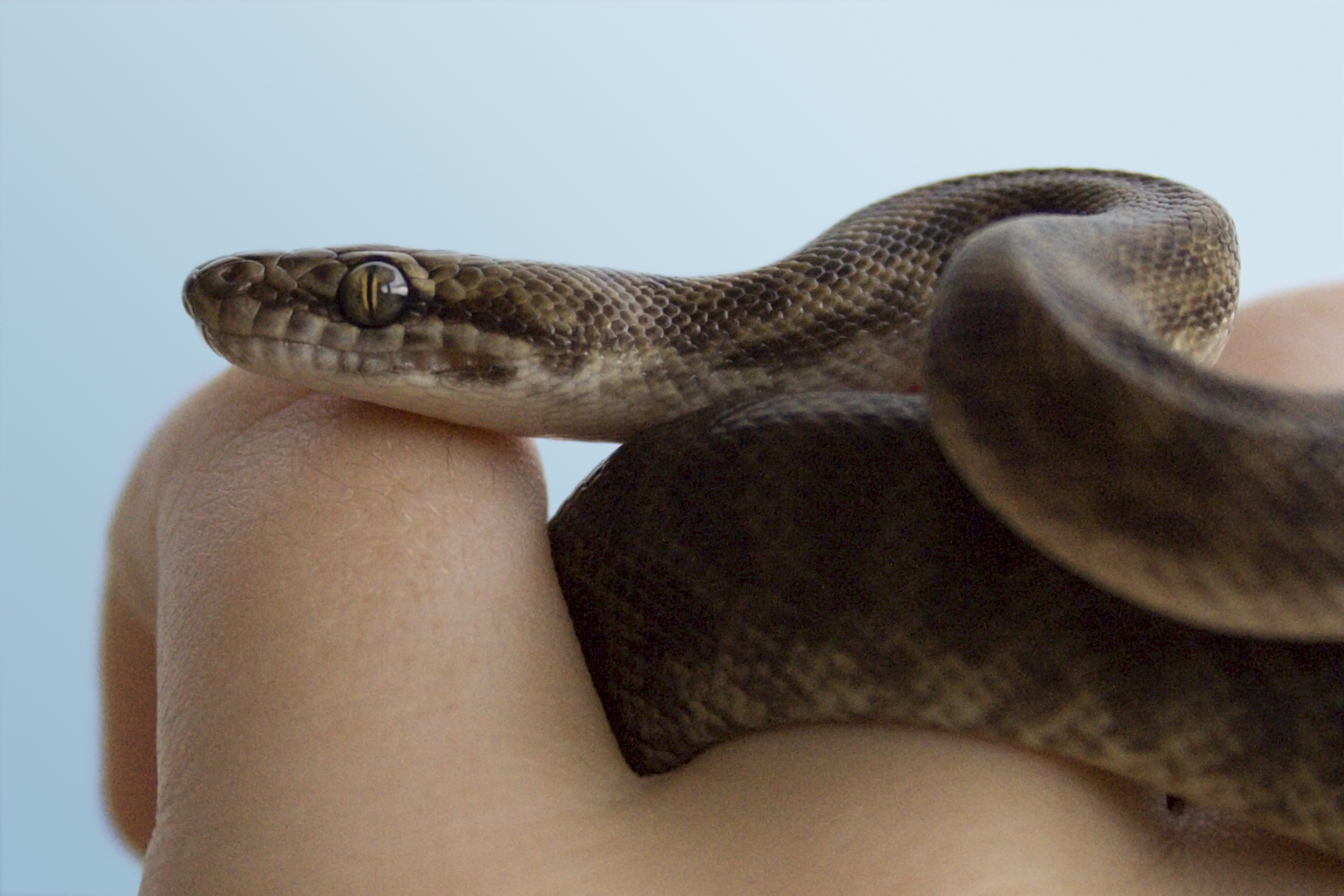
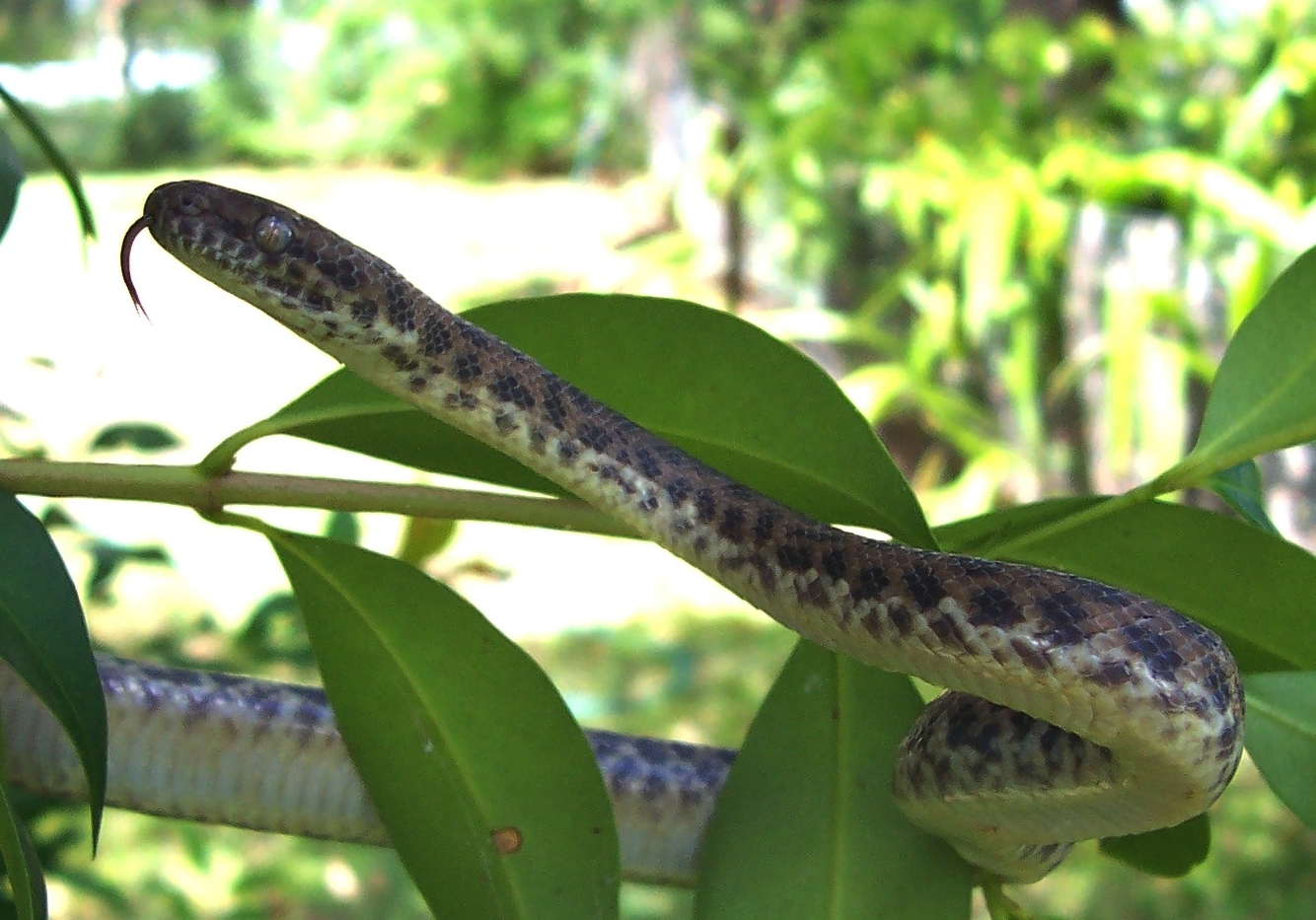
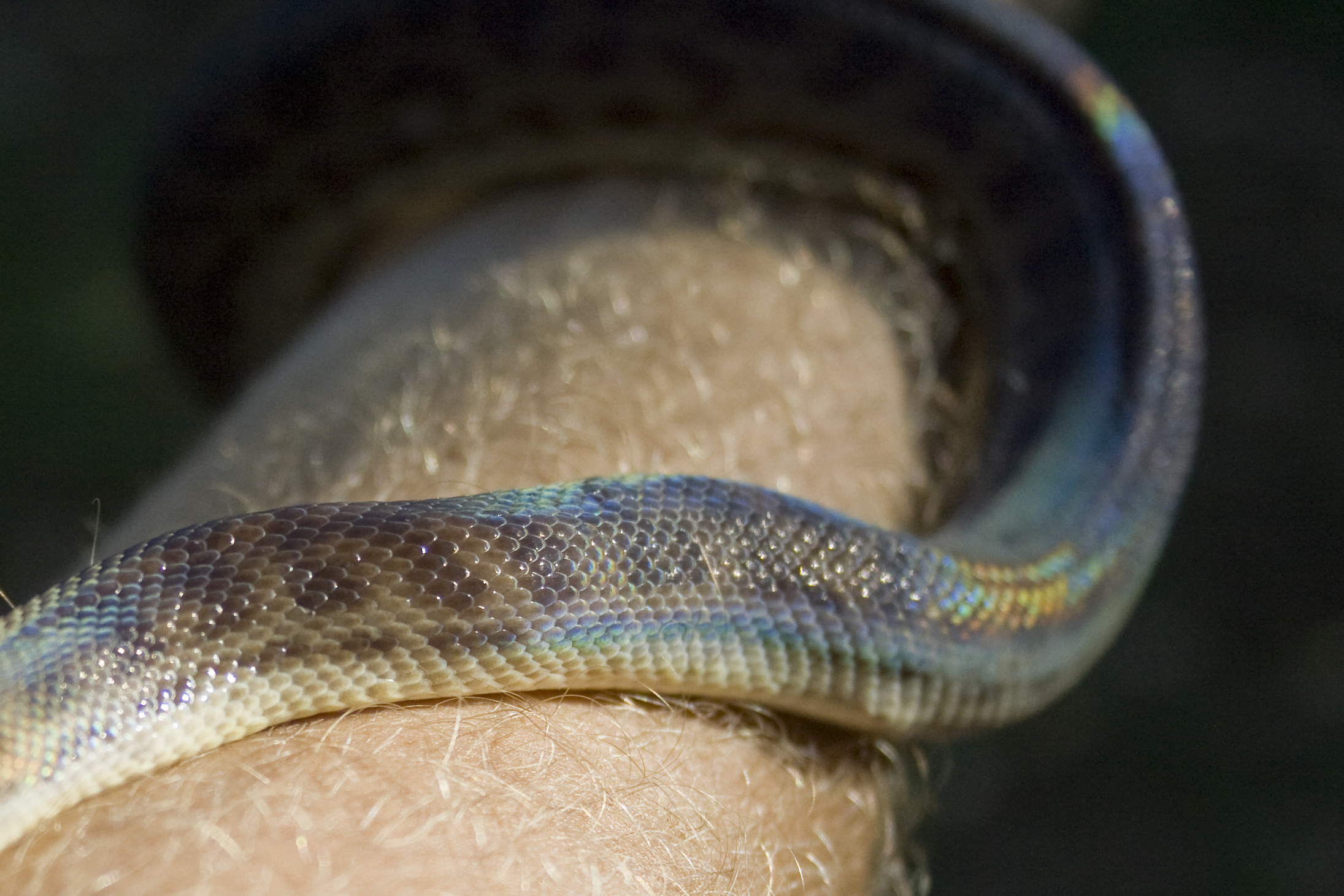